# Palais (affluent du Clain)
Pour les articles homonymes, voir Palais (homonymie).
La Palais est une petite rivière française du département de la Vienne, en région Nouvelle-Aquitaine, affluent gauche du Clain dans la ville de Vivonne, et donc un sous-affluent de la Loire, par la Vienne.

## Géographie
De 15 km de longueur, le Palais naît sur la commune de Coulombiers, selon le SANDRE et sur La Chapelle-Montreuil selon Géoportail, dans les champs des Grandes Brandes de la Mare à 143 m d'altitude.
Dans sa partie amont jusqu'aux environs du bourg de Coulombiers, la rivière a un débit temporaire (la Grande Vallée). Sa vallée est barrée de deux retenues collinaires: les étangs de Maupertuis situés à environ 2,5 km au nord-ouest du bourg de Coulombiers. Ces étangs constituent une ZNIEFF ou zone classée d’intérêt écologique, faunistique et floristique.
Plus en aval, le Palais circule sur des calcaires d'âge Aalénien (Jurassique moyen), sensibles à la karstification. La vallée est alors plus encaissée (20 à 40 m) et devient sinueuse. La rivière reçoit sur sa rive gauche son seul affluent notable: la Rune.
Le Palais se jette dans le Clain, sur sa rive gauche à Vivonne, à seulement 250 m en aval de la confluence de la Vonne avec ce dernier et à 86 m d'altitude.

### Communes et cantons traversés
Dans le seul département de la Vienne, le Palais traverse, les trois selon le Sandre et quatre selon Géoportail, seules communes anciennement La Chapelle-Montreuil et maintenant Boivre-la-Vallée (source), Coulombiers, Marçay, Vivonne (confluence).
Soit en termes de cantons, le Palais prend source dans le canton de Vouneuil-sous-Biard, traverse le canton de Lusignan et conflue dans le canton de Vivonne, dans l'arrondissement de Poitiers et dans les trois intercommunalités communauté de communes du Haut-Poitou, communauté urbaine du Grand Poitiers communauté de communes des Vallées du Clain.

### Bassin versant
Le Palais traverse une seule zone hydrographique « La Vonne de la Chausée (NC) au Clain & le Clain de la Vonne à la Clouère (C) » (L225),.

### Organisme gestionnaire
L'organisme gestionnaire est le syndicat mixte des Vallées du Clain Sud, sis à Valence-en-Poitou de Pressac à Iteuil (Clain amont, Dive du Sud, Bouleure, Payroux, Clouère, Vonne, Palais et Rhune). Il est issu de la fusion de trois syndicats de rivière au 1er janvier 2016.

## Affluents
Le Palais a deux seuls tronçons affluents référencés, en rive gauche tous les deux, et de rang de Strahler un tous les deux.
Son principal affluent est:
- la Rune (rg[note 2]) 11 km sur les quatre communes de Coulombiers (source), Béruges, Fontaine-le-Comte et Marçay (confluence).

Géoportail lui trouve un affluent droit.
Le dernier affluent du Palais est non nommé de deux kilomètres de longueur sur la commune de Marcay.

### Rang de Strahler
Le rang de Strahler du Palais est donc de trois par la Rune selon géoportail (de deux seulement selon le SANDRE).

## Hydrologie
Son régime hydrologique est dit pluvial.